# Novo Horizonte (Marechal Cândido Rondon)
Novo Horizonte é um distrito do município brasileiro de Marechal Cândido Rondon, no estado do Paraná.